# Daniel Deckers

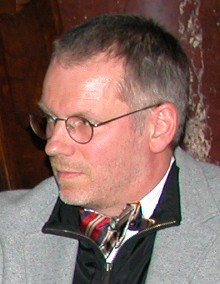
Daniel Deckers (2009)

Daniel Deckers (* 1960 in Düsseldorf) ist ein deutscher Journalist, Redakteur und Buchautor.

## Leben
Daniel Deckers wuchs in Köln auf. Nach dem Abitur am Apostelgymnasium trat er in Warburg in den Dominikanerorden ein, studierte katholische Theologie in Freiburg i. Üe., Bonn, Köln und Bogotá. Während seiner Ordenszugehörigkeit legte er die zeitliche und die ewige Profess ab. Am 19. März 1987 empfing er in der Dominikanerkirche St. Andreas in Köln von Weihbischof Hubert Luthe als einziger Weihekandidat das Sakrament der Diakonenweihe. 1991 erwarb er an der vom katholischen Jesuitenorden getragenen Philosophisch-Theologischen Hochschule Sankt Georgen in Frankfurt am Main den Dr. theol. mit einer Arbeit über die Lehre von der Gerechtigkeit bei Francisco de Vitoria.
Nach seinem Austritt aus dem Dominikanerorden arbeitete er einige Jahre als wissenschaftlicher Assistent in Freiburg i. Üe. (bis 1993) und freier Mitarbeiter der Frankfurter Allgemeinen Zeitung (seit 1988). 1993 wurde er dort politischer Redakteur. Seit dem Jahr 2000 ist er bei der Frankfurter Allgemeinen Zeitung im Ressort „Die Gegenwart“ tätig, das er seit 2011 leitet. Sein Themenschwerpunkt ist die Römisch-katholische Kirche in Deutschland und weltweit. Daneben schreibt er für Fachzeitschriften wie Fine – Das Weinmagazin über Geschichte und Gegenwart des Weinbaus in Deutschland.

## Privates
Daniel Deckers ist verheiratet und hat sechs Kinder.

## Publikationen (Auswahl)
- Gerechtigkeit und Recht: Eine historisch-kritische Untersuchung der Gerechtigkeitslehre des Francisco de Vitoria (1483–1546). Diss., Verlag Herder, Freiburg, Basel, Wien 1991, ISBN 978-3-4512-2481-2.
- Gemeinsam mit Dieter Nellen: Das Ruhrgebiet. Porträt einer Region. Klartext-Verlagsges., Essen 1997, ISBN 978-3-8847-4566-3.
- Der Kardinal: Karl Lehmann. Eine Biographie. Verlag Pattloch, München 2002, ISBN 978-3-6290-1637-9.
- Gemeinsam mit Walter Kasper: Wo das Herz des Glaubens schlägt: die Erfahrung eines Lebens – Walter Kasper. Verlag Herder, Freiburg, Basel, Wien 2008, ISBN 978-3-451-29873-8.
- In: Paul-Chummar Chittilappilly (Hg.): Ethik der Lebensfelder. Festschrift für Philipp Schmitz SJ. Verlag Herder, Freiburg, Basel, Wien 2010, ISBN 978-3-451-34019-2.
- Im Zeichen des Traubenadlers: Eine Geschichte des deutschen Weins. Verlag Philipp von Zabern, Mainz 2010, ISBN 978-3-8053-4248-3.
- Papst Franziskus. Wider die Trägheit des Herzens. Eine Biographie. Verlag C.H. Beck, München 2014, ISBN 978-3-406-66772-5.
- Wein. Geschichte und Genuss. Beck, München 2017, ISBN 978-3-406-71114-5.
- Friedrich Zweigelt im Spiegel zeitgenössischer Quellen. In: Willi Klinger, Karl Vocelka (Hrsg.): Wein in Österreich. Die Geschichte. Christian Brandstätter Verlag, 2. Auflage, Wien 2020, ISBN 978-3-7106-0350-1, S. 213–225.
- Der Wein der „Gutehoffnungshütte“. 100 Jahre Weingut St. Antony (= Schriften zur rheinisch-westfälischen Wirtschaftsgeschichte 49). Böhlau Verlag Köln, Göttingen 2021, ISBN 978-3-412-52318-3.
- Friedrich Zweigelt (1888–1964). Wissenschaftler, Rebenzüchter, Nationalsozialist. Böhlau Verlag, Wien und Köln 2023, ISBN 978-3-205-21643-8.

### Als Herausgeber
- Zur Lage des deutschen Weins: Spitzenlagen und Spitzenweine. Verlag Klett-Cotta, Stuttgart 2003, ISBN 978-3-6089-4073-2.

## Auszeichnungen
- 2001: VDP-Trophy „Herkunft Deutschland“
- 2021: Nannen Preis in der Kategorie Republik für seine in der FAZ veröffentlichte Investigativleistung zum Thema sexueller Missbrauch durch Geistliche der Katholischen Kirche[3]